# 19268 Морштадт
19268 Морштадт (19268 Morstadt) — астероїд головного поясу, відкритий 21 жовтня 1995 року.
Тіссеранів параметр щодо Юпітера — 3,343.